# Eupelmus pauroxanthus
Eupelmus pauroxanthus är en stekelart som beskrevs av Perkins 1910. Eupelmus pauroxanthus ingår i släktet Eupelmus och familjen hoppglanssteklar. Inga underarter finns listade i Catalogue of Life.